# God's Fool
God’s Fool: A Koopstad Story is een Engelstalige roman van Maarten Maartens. De titel is gebaseerd op 1 Korintiërs 3:19: ‘Want de wijsheid dezer wereld is dwaasheid bij God.’ Elias Lossell, de hoofdpersoon, mag dan een dwaas zijn, hij bezit Gods wijsheid.

## Drukgeschiedenis
De roman werd eerst in afleveringen gepubliceerd in het literaire tijdschrift Temple Bar in 1892. De roman verscheen nog in hetzelfde jaar in boekvorm, tegelijk bij Richard Bentley & Son in Londen in drie delen en D. Appleton & Company in New York in één deel. Het boek werd vele malen herdrukt; de laatste druk dateert van 1927, door Appleton. Er bestaan ook edities van Macmillan & Co. (vanaf 1902), Tauchnitz (in de reeks Collection of British and American Authors) en Constable & Co. (als deel van de ‘Collected Works’ van 1914).
Het boek werd in 1895 vertaald in het Duits onder de titel Gottes Narr en in 1896 en 1975 in het Nederlands onder de titels God's gunsteling, respectievelijk De dwaas Gods. De Duitse vertaling is diverse malen herdrukt, voor het laatst in 1924. De Nederlandse vertalingen werden geen succes.
Ter gelegenheid van Maartens' honderdste sterfjaar is de vertaling van 1975 in 2015 opnieuw uitgebracht.

## Samenvatting
De roman speelt in de fictieve stad Koopstad. De ‘held’ van het verhaal, Elias Lossell, wordt door een ongeval doof en blind als hij negen jaar oud is. De mensen in zijn omgeving kunnen met hem communiceren door met een vinger letters te schrijven in zijn handpalm. Hoewel communicatie mogelijk is, blijft hij geestelijk altijd een jongen van negen.
Dankzij een wat gedachteloos opgesteld testament wordt Elias de wettige erfgenaam van de firma Volderdoes Zonen, Handelaren in Thee. Zijn halfbroers, de tweeling Hendrik en Hubert, beheren namens hem de firma. Elias leeft in een eigen huis aan de rand van Koopstad, verzorgd door zijn oude kinderjuffrouw Johanna, en houdt zich bezig met de kweek van bloemen en de hulp aan behoeftigen.
Hendrik probeert zo veel mogelijk geld te sparen om Elias te kunnen uitkopen en de firma over te nemen. Zijn spilzieke vrouw Cornelia maakt het hem daarbij niet gemakkelijk. Terwijl Hubert in China verblijft om de belangen van de firma aldaar te behartigen, begint Hendrik op instigatie van zijn zwager Thomas Alers te speculeren met Elias’ geld. Hubert keert terug naar Koopstad en komt geleidelijk aan te weten wat zijn broer heeft gedaan. Hij keurt het sterk af.
Dit leidt tot een ruzie tussen de tweelingbroers in het huis van Elias, die zo hoog oploopt dat Hubert Hendrik vermoordt. Elias begrijpt de toedracht. In het laatste hoofdstuk besluit hij de schuld van de moord op zich te nemen. De roman heeft dus een open einde.

## Kritische reputatie
God’s Fool was Maartens’ bekendste roman en het boek werd door de meeste critici goed ontvangen. Eén Duitse criticus, E. Kühnemann, vergeleek het boek zelfs met De idioot van Fjodor Dostojevski. Dit oordeel was echter een uitzondering; Maartens werd veel vaker vergeleken met Thackeray. Breuls’ hoofdstuk III.2: ‘The principles of method’ behandelt uitgebreid de verschillen en overeenkomsten tussen beide schrijvers. Veel critici, zoals een andere Duitser, Leon Keller, prezen de ‘karakteristiek Nederlandse atmosfeer’ van God’s Fool. De Engelse criticus Marion Spielmann vond dat de karakters van Thomas Alers en de Lossells ‘in de pagina’s van het boek tot leven komen, zo overtuigend dat het moeilijk te geloven is dat ze in werkelijkheid alleen als typen bestaan.’ In 1924 was het boek nog steeds zo bekend dat Dru Drury, president van de South African Medical Association, er melding van maakte in zijn toespraak tot het ‘19th South African Medical Congress’: ‘Uit de uitlatingen van Elias Lossell kun je afleiden hoe een baby redeneert.’
Er was ook kritiek op het boek, vooral op het begin en het einde. De eerste twee hoofdstukken zijn flashforwards. Gertrude Buck en Elisabeth Woodbridge Morris keurden deze manier om een verhaal te vertellen af in hun boek A Course in Narrative Writing. In hun ogen was het ‘effectbejag’. Edmund Gosse vertelde Maartens in een brief gedateerd 6 december 1892 dat het eind van het boek hem niet beviel: ‘Je moet me echt vergeven dat ik dit sterk afkeur. Ik vind dat deze melodramatische wending naar een broedermoord jou niet waardig is – dat vind ik echt.’ Ook Van Maanen noemde het eind ‘niet volledig bevredigend’, maar: ‘we kunnen het [boek] alleen maar prijzen voor zijn zorgvuldig opgezette intrige, zijn intelligente psychologische analyse en zijn scherpe satire.’

## Over het boek
- Willem van Maanen, Maarten Maartens, Poet and Novelist, dissertatie, Noordhoff, Groningen, 1928, Chapter III.5: ‘God’s Fool’ (blz. 59-65).
- Hendrik Breuls, A Comparative Evaluation of Selected Prose by Maarten Maartens, dissertatie Technische Universität Dresden, 2005, Chapter II.5: ‘Christian ideals crushed: God’s Fool (1892)’ (blz. 67-71).